# Crassula columella
Crassula columella là một loài thực vật có hoa trong họ Crassulaceae. Loài này được Marloth & Schönland miêu tả khoa học đầu tiên năm 1929.